# Herb (Heraldik)

Ein Herb über einem liegenden Mond mit Stern

Unter Herb werden runenartige Stammessymbole in der polnischen Heraldik verstanden. Sie sind als gemeine Figur in Familienwappen und als verbindendes Wappenelement besonders in der alten Heraldik zu finden. Diese Familienwappen müssen nicht zwangsläufig auch genealogische Verwandtschaft aufweisen. Auf Grund der landestypischen Eigenart der Wappengestaltung können Wappen in größerer Anzahl (oft über einhundert) das gleiche Element zeigen. Diese Zeichen entsprechen in der deutschen Heraldik den Hausmarken oder Steinmetzzeichen.
Zur Zeit der Christianisierung wurden sie mit Kreuzen ergänzt. Das sollte die  Frömmigkeit sichtbar belegen. In der Folgezeit wurden Pfeile, Hiefhörner, Hufeisen, Sterne und andere gemeine Figuren als Ergänzung hinzugefügt, um die abstrakte Form des Herb der moderneren Heraldik verständlicher anzupassen. Die Herkunft ist der skandinavische Raum, besonders Südschweden und Holstein, wo der polnische Adel seine Wurzeln hat. Auf den Fahnenbildern, den „stannizen“, des polnischen Uradels lassen sie sich ebenfalls nachweisen.